# Reginald Ford
 (mars 2020).
Pour les articles homonymes, voir Ford.

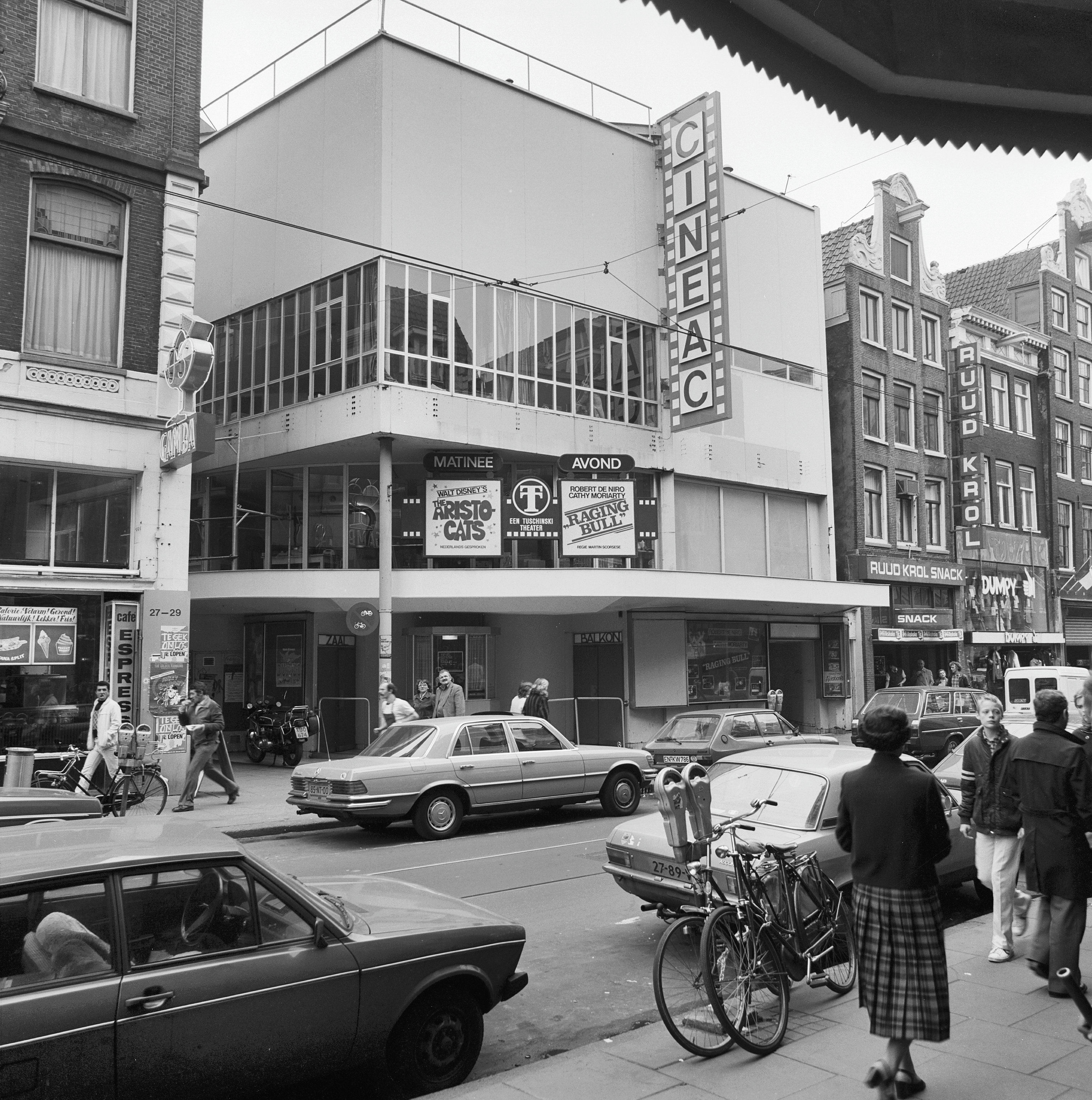

Reginald Ford (né le 18 novembre 1889, Cardiff, Pays de Galles - mort en 1937) est un entrepreneur, fondateur du réseau des salles de cinéma d'actualités en France et en Europe Cinéac.

## Biographie
Reginald Ford est le fils de Joel Ford, assureur de La Lloyd et de Gertrude Fligelstone. Il fait ses études à l'université de Saint Gall en Suisse où il fait la connaissance de Charles Ritz. Reginald Ford vit en France à partir de 1910. Il effectue un long séjour aux États-Unis en 1919 pendant lequel il apprend les techniques d’administration de salle de spectacle. À New York, il fonde avec André Ulmann une société d’importation d’articles français, puis un organisme de distribution de films américains en France et à l'étranger. 
En 1921, il dirige le Palace de Londres qu’il transforme en cinéma. Une nécrologie (non datée, non sourcée mais postérieure au 7 mai 1937) indique qu’en 1923, il fonde à Paris, toujours avec André Ulmann, la société des films Fordys (production et diffusion de cinématographe).
Dans le Ciné-journal : organe hebdomadaire de l'industrie cinématographique du 26 septembre 1924, l’auteur relate que Lucien Doublon (journaliste qui sera successivement directeur du Caméo et de l'Artistic) prendrait une part active dans la nouvelle société anonyme « Galas-Cinématographiques » en compagnie de Reginald Ford, André Ulmann et Jean-Emile Roffidal.

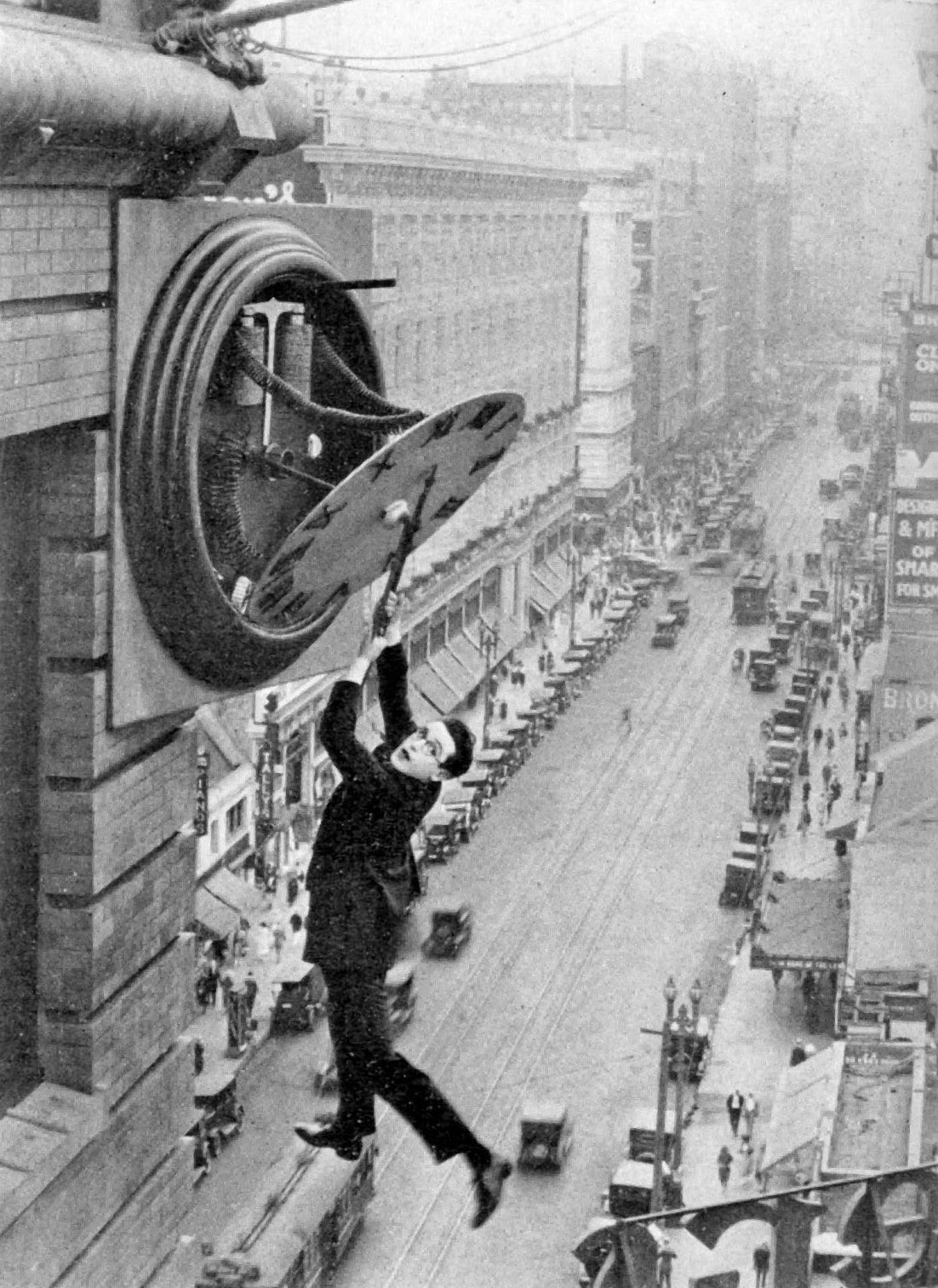

En décembre 1924, dans le journal Grand écho du Nord de la France, rubrique Les échos du cinéma, chronique du vendredi, Lucien Doublon, auteur de l’article, relate que Reginald Ford rentre d’un long séjour aux États-Unis où « il a visionné un grand nombre de productions. Parmi les nombreux films qui lui ont été soumis, M. Ford en a choisi deux qu’il lancera l’hiver prochain ». Au mois de décembre de la même année, Reginald Ford et Lucien Doublon, directeur du cinéma Le Cameo, programment un film d’Harold Lloyd Monte là-dessus ! (Safety Last!), célèbre film américain muet sorti en 1923, dans lequel se trouve la scène où le héros est suspendu aux aiguilles de l'horloge d'un immeuble, au-dessus du vide.
1925, le Paris Soir du 14 février salut le grand succès du film français Le Miracle des Loups de Dupuy Mazuel présenté à Londres par Reginald Ford. Le journal du 25 juillet 1925, Paris-Midi, confirme que le propriétaire du Cameo, situé au 32, boulevard des Italiens est bien Reginald Ford. Il importe. le film Le Monde perdu d’après le livre de Conan Doyle. Il s'associe à deux sociétés de productions cinématographiques, les cinématographes Phocéa et les Grandes Productions C afin de diffuser leurs films dans ses salles : le Caméo et l’Artistic.

D’après un article du journal Le Matin du 21 novembre 1930  R. Ford quitte le poste de directeur général des services des Théâtres Jacques Haïk, où ce dernier l’avait embauché à l’ouverture de la salle de L’Olympia inaugurée le 11 avril 1930 à l’emplacement de l’ancien music-hall créé en 1893. Au lendemain de son inauguration, la revue Hebdo-Film relate : « On ne retrouve rien de l’ancien music-hall, Paul Franck qui en fut le dernier directeur ne le reconnu pas… La salle du nouvel Olympia est incontestablement la plus coquette des boulevards. Elle est vaste, mais intime et n’est point déparée par une décoration de stylise comme nous en connaissons par ailleurs. Les fauteuils sont profonds, confortables, la visibilité est excellente de tous les points de la salle et l’acoustique est parfaite ». Le 29 janvier 1927, Reginald Ford est nommé au grade d’Officier de la légion d’honneur.
En 1931, Reginald Ford fonde sa première salle de cinéma Cinéac. Le concept de ce type de salle est mûrement réfléchi. Architecture, équipements, utilisation des néons : tout est fait pour que le spectateur puisse, à un tarif très modique, passer un court moment ou une heure à regarder des actualités, mais aussi des dessins animés et des documentaires. Même si Pathé ou Lumières produisent des actualités, très peu de lieux se spécialisent dans la diffusion de ces images. Il semble que Ford se soit inspiré des salles new-yorkaises Trans-Lux (premières salles à diffuser des actualités sonores à partir de mars 1931). Ford n’ouvre sa première salle que quelques mois plus tard, au mois de juillet de la même année. Et pour mieux capter l’attention des spectateurs avides de nouvelles, chaque Cinéac sera ouvert en partenariat avec un quotidien papier. Pour le Cinéac « Le Journal », Ford déploie des trésors d’ingéniosité et de nouvelles techniques. Le cinéma est dessiné par les architectes Victor Lesage et Adrienne Gorska, la décoration assurée par les sculpteurs Joël et Jan Martel. C’est donc un bâtiment entièrement art-déco qui est ainsi inauguré. Mais Ford propose aussi un distributeur de billet automatique, une caisse sur roulette (sic !) et des portes automatiques... Le cinéma est ouvert de 9h30 à 2h00 du matin et diffuse les actualités Pathé-Journal, Fox-Movietone, Paramount et Éclair-Journal. Ainsi le slogan du cinéma est-il respecté : «Cinéac, le Tour du Monde en 50 minutes ».
En 1932, Ford fonde une nouvelle société : la Société anonyme des Reportages filmés, dont le but est l’achat, la production, la vente et la distribution de films cinématographiques.
Reginald Ford meurt à La Haye le 7 mai 1937 à l’âge de 47 ans. Il fut le compagnon de Germaine Di Maria Pellegrino, originaire du Piémont qui fut l'épouse du mahardjah de Kapurthala et eut deux enfants du peintre Pierre De Maria. Elle entreprit, avec Christiane Desroches Noblecourt, la restauration de la Vallée des Reines, en Égypte, fonda l’Institut israélien du film.